# Omer Senior
Omer Doso (in ebraico עומר סניור‎?; Tel Aviv, 23 febbraio 2003) è un calciatore israeliano, ala o attaccante dell'Hapoel Hadera.

## Carriera

### Club
Ha giocato nella prima divisione israeliana.

### Nazionale
Nel 2023 è stato convocato per il Mondiale Under-20, disputato in Argentina e concluso al terzo posto finale.

## Statistiche

### Presenze e reti nei club
Statistiche aggiornate al 12 giugno 2023.
| Stagione        | Squadra         | Campionato      | Campionato | Campionato | Coppe nazionali | Coppe nazionali | Coppe nazionali | Coppe continentali | Coppe continentali | Coppe continentali | Altre coppe | Altre coppe | Altre coppe | Totale | Totale | Totale |
| Stagione        | Squadra         | Comp            | Pres       | Reti       | Comp            | Pres            | Reti            | Comp               | Pres               | Reti               | Comp        | Pres        | Reti        | Pres   | Reti   |        |
| --------------- | --------------- | --------------- | ---------- | ---------- | --------------- | --------------- | --------------- | ------------------ | ------------------ | ------------------ | ----------- | ----------- | ----------- | ------ | ------ | ------ |
| 2020-2021       | Hapoel Tel Aviv | LHA             | 1          | 0          | CI+TC           | 0+0             | 0               | -                  | -                  | -                  | -           | -           | -           | 1      | 0      |        |
| 2021-2022       | Hapoel Tel Aviv | LHA             | 11         | 0          | CI+TC           | 0+0             | 0               | -                  | -                  | -                  | -           | -           | -           | 11     | 0      |        |
| 2022-2023       | Hapoel Tel Aviv | LHA             | 23         | 1          | CI+TC           | 0+5             | 0+1             | -                  | -                  | -                  | -           | -           | -           | 28     | 2      |        |
| Totale carriera | Totale carriera | Totale carriera | 35         | 1          |                 | 5               | 1               |                    | -                  | -                  |             | -           | -           | 40     | 2      |        |